# ガンビア川上流地方
上流地方（じょうりゅうちほう、Upper River Division）は、ガンビアの州。ガンビア最東端に位置する州であり、三方をセネガルに囲まれている。面積2,070km²、人口23万9916人（2013年）。州都はバセ・サンタ・ス。

## 下位行政区画
上流地方は東フラドゥ、カントラ、サンドゥ、ウリの4地区に分かれている。